# آلک قازاریان
آلک قازاریان مترجم ایرانی ارمنی‌تبار بود که در زمینهٔ ترجمه آثار ادبیات روسی فعالیت داشت.

## ترجمه‌ها
- رمان «همقطارها» نوشته ورا پانووا
- «رودین» نوشته ایوان تورگنیف (نشر اساطیر، ۱۳۶۳)[۱][۲]
- «وظیفه مقدس تو» نوشته یوری گرمان بنگاه نشریات پروگرس مسکو، ترجمه در ۱۹۷۶
- «رز طلایی نوشته» کنستانتین پائوستوفسکی
- «خواب عموجان» نوشته فئودور داستایوسکی[۳] (تحت عنوان "رؤیای عمو جان" انتشارت جامی، (تجدید چاپ سال ۱۳۹۲)
- «بیم٬ سفید سیاهگوش»٬ نوشته گاورییل ترویه پلسکی
- «آنفیسا٬ دختر خیالباف»٬ نوشته کنستانتین پائوستوفسکی[۴]
- «آنیوتا»٬ نوشته بوریس پولهوی
- «اولین ماهی کوچولو»٬ نوشته یوگنی پرمیاک
- «پسر بچه‌ها»٬ نوشته آنتون چخوف
- «دو کاپیتان»٬ نوشته ونیامیس کاروین
- رمان «زنده‌ها و مرده‌ها» ٬ نوشته کنستانتین سیمونوف (تهران، میر "گوتنبرگ")[۵]
- «سبز و آبی»٬ نوشته یوری کازاکوف
- «مردم سرباز به دنیا نمی‌آیند، کنستانتین سیمونوف
- «راهنمای طباخی خوراکی‌های روسی»٬
- «پسرک لاستیکی»
- «فرهنگ کوچک واژه‌های زیست‌شناسی روسی به فارسی»٬